# Cornel Popovici Sturza
Cornel Popovici Sturza (n. 3 ianuarie 1950) este un fost deputat român în legislatura 1992-1996 și în legislatura 1996-2000, ales în județul Caraș-Severin pe listele partidului PNȚCD/PER.